# ۴۲۷ (پیش از میلاد)
۴۲۷ (پیش از میلاد) ۴۲۷مین سال قبل از تقویم میلادی است.

## زادگان
- افلاطون : فیلسوف بزرگ یونانی.